# Rudy Dom
Rudy Dom is een voormalig Nederlands honkballer.
Dom kwam uit voor de Storks uit Den Haag die toentertijd in de hoofdklasse speelde. In 1969 maakte hij deel uit van het Nederlands honkbalteam tijdens de Europese Kampioenschappen van dat jaar waarbij Nederland de titel won. Dom speelde later nog in de hoofdklasse voor Sparta.